# 1429-й мотострілецький полк (РФ)
1429-й гвардійський мотострілецький полк (1429 мсп) — тактичне формування Сухопутних військ Російської Федерації.

## Історія
Сформовано Військовим навчально-науковим центром Сухопутних військ на базі 4 танкової дивізії восени 2022 року з мобілізованих жителів Москви та Московської області.
Влітку та восени 2023 року полк займався відбиттям українського контрнаступу на північний схід від села Роботине у Запорізькій області.
25 січня 2024 року полку присвоєно почесне найменування «гвардійський» за масовий героїзм і відвагу, стійкість і мужність, виявлені особовим складом полку в бойових діях із захисту Вітчизни та державних інтересів в умовах збройних конфліктів.